# 盧基烏斯·維魯斯
盧基烏斯·維魯斯（Lucius Ceionius Commodus Verus Armeniacus，130年12月15日—169年）是羅馬帝國五賢帝時期的皇帝。羅馬元老院本意是要其兄馬爾庫斯·奧列里烏斯做皇帝，但後者拒絕居於其弟之上，因此元老院授予維魯斯“imperium”的頭銜，並給予其名“奧古斯都”。由此他與其兄共同統治羅馬帝國，這也是羅馬帝國首度出現兩帝共治。但實際還是以奧列里烏斯為最高領導者。維魯斯於161年至169年在位，後來因病在169年死於返回羅馬的途中。